# Andrea Giani
Pour les articles homonymes, voir Giani (homonymie).
Andrea Giani est un ancien joueur et désormais entraîneur italien de volley-ball né le 22 avril 1970 à Naples, en Italie. Il mesure 1,96 m et jouait central. Il totalise 474 sélections en équipe d'Italie (ce qui constitue le record national). D'une rare fidélité aux deux seuls clubs qu'il a connus durant sa carrière de joueur longue de 21 saisons, il présente l'un des palmarès les plus importants du volley-ball italien, voire international.

## Biographie
Il est le fils de Dario Giani, ancien rameur en huit aux Jeux olympiques de Tokyo en 1964. Il est officier de l'ordre du Mérite de la République italienne.
Après avoir mis un terme à sa carrière de joueur professionnel en 2007, il devient entraîneur du Modène Volley, club au sein duquel il évoluait depuis 1996. La saison suivante, Giani prend les rênes de la M. Roma Volley, où il reste jusqu'en 2012, avant d'être nommé au Blu Volley Vérone jusqu'en 2016.
En parallèle, Giani entraîne l'équipe de Slovénie masculine entre 2015 et 2016, puis celle de l'Allemagne de 2016 à 2022. Entretemps, il est également responsable de l'Allianz Milano entre 2017 et 2019.
EN 2019, il occupe de nouveau le poste d'entraîneur du Modène Volley. Le 29 mars 2022, il succède à Bernardo Rocha de Rezende à la tête de la sélection française, avec laquelle il remporte la Ligue des nations la même année.
En avril 2023, il n'est pas conservé par Modène.
Le 11 juin 2024, il s'engage avec le club polonais du ZAKSA Kędzierzyn-Koźle.
Le 10 août 2024, il gagne la médaille d'or aux jeux olympiques à Paris avec l'équipe de France masculine de volleyball en tant que sélectionneur.

## Hommage
Le 7 mai 2015, en présence du président du Comité national olympique italien (CONI), Giovanni Malagò, a été inauguré le Walk of Fame du sport italien dans le parc olympique du Foro Italico de Rome, le long de Viale delle Olimpiadi. 100 tuiles rapportent chronologiquement les noms des athlètes les plus représentatifs de l'histoire du sport italien. Sur chaque tuile figurent le nom du sportif, le sport dans lequel il s'est distingué et le symbole du CONI. L'une de ces tuiles lui est dédiée.

## Clubs

### Joueur
| Club             | De        | À         |
| ---------------- | --------- | --------- |
| Pallavolo Parme  | 1985-1986 | 1995-1996 |
| Pallavolo Modène | 1996-1997 | 2006-2007 |

### Entraîneur
| Club                | De             | À                |
| ------------------- | -------------- | ---------------- |
| Pallavolo Modène    | 2007-2008      | 16 décembre 2008 |
| M. Roma Volley      | 2008-2009      | 2011-2012        |
| Blu Volley Vérone   | 2013-2014      | 15 décembre 2016 |
| Slovénie            | 16 mars 2015   | 2016             |
| Allemagne           | 9 février 2016 | 28 mars 2022     |
| Power Volley Milano | 30 mars 2017   | 2019             |
| Modène Volley       | 14 mai 2019    | 30 mai 2023      |
| France              | 29 mars 2022   | En cours         |

## Palmarès

### En équipe nationale
- Jeux olympiques
  - Finaliste : 1996, 2004
- Championnat du monde (3)
  - Vainqueur : 1990, 1994, 1998
- Championnat d'Europe (4)
  - Vainqueur : 1993, 1995, 1999, 2003
  - Finaliste : 1991
- Coupe du monde (1)
  - Vainqueur : 1995
  - Finaliste : 2003
- Ligue mondiale (7)
  - Vainqueur : 1991, 1992, 1994, 1995, 1997, 1999, 2000
  - Finaliste : 1996, 2004
- World Super Four (1)
  - Vainqueur : 1994
- World Grand Champions Cup (1)
  - Vainqueur : 1993

### En club
- Championnat du monde des clubs (1)
  - Vainqueur : 1989
- Ligue des champions (2)
  - Vainqueur : 1997, 1998
  - Finaliste : 1986, 1991, 1993, 1994, 2003
- Coupe des Coupes (3)
  - Vainqueur : 1988, 1989, 1990
- Coupe de la CEV (3)
  - Vainqueur : 1992, 1995, 2004
  - Finaliste : 1987, 2000, 2001
- Supercoupe d'Europe (2)
  - Vainqueur : 1989, 1990
  - Perdant : 1998
- Championnat d'Italie (5)
  - Vainqueur : 1990, 1992, 1993, 1997, 2002
  - Finaliste : 1987, 1988, 1989, 1991, 1999, 2000, 2003
- Coupe d'Italie (5)
  - Vainqueur : 1987, 1990, 1992, 1997, 1998
  - Finaliste : 1993, 1994
- Supercoupe d'Italie (1)
  - Vainqueur : 1997
  - Perdant : 1998, 2002

### Entraîneur
- Coupe de la CEV (2)
  - Vainqueur : 2008, 2016
- Championnat d'Italie D2 (1)
  - Champion : 2010
- Coupe d'Italie A2 (1)
  - Champion : 2010
- Équipe de France
  - Ligue des nations (2)
    - Vainqueur en 2022 et  2024

  - Jeux olympiques d'été (1) 
    -  Vainqueur en 2024